# Seyed Chandān
Seyed Chandān (umgangssprachlich für persisch سید خندان Seyed Chandan, DMG seyyed-e ḫandān, ‚lachender Sajjid‘) ist ein kleiner Stadtteil Teherans nordöstlich des Zentrums, der nach einer berühmt gewordenen Straßenkreuzung benannt ist.
Der Name lässt sich auf eine bekannte Anekdote zurückführen: Demnach besaß ein stets fröhlicher und lachender Mann, genannt Seyed, ein Kaffeehaus nördlich der heutigen Seyed-Chandān-Brücke an der heutigen Dr. Ali-Schari'ati-Straße, die damals noch „Alte Landstraße“ hieß und das östliche Zentrum der Stadt mit den nördlich gelegenen Stadtteilen verbindet. Da die Autos noch sehr viel Zeit benötigten, um diese Strecke zu bewältigen, machten die Fahrer meist Rast und kehrten bei dieser Gelegenheit bei Seyed Chandān ein, dessen Kaffeehaus auf halber Strecke lag. Dem fröhlichen Seyed zu Ehren benannten sie den gesamten Stadtteil nach ihm.